# Škofija Montréal
Škofija Montréal je bivša rimskokatoliška škofija s sedežem v Montréalu (Kanada).

## Škofje
- Jean-Jacques Lartigue (13. maj 1836-19. april 1840)
- Ignace Bourget (19. april 1840-26. junij 1876)
- Edouard Charles Fabre (11. maj 1876-8. junij 1886)